# Макдональд, Гарфилд
Джеймс Гарфилд Макдональд (англ. James Garfield MacDonald; 8 августа 1881, Антигониш, Новая Шотландия — 6 ноября 1951, Камден, Нью-Джерси) — канадский легкоатлет, серебряный призёр летних Олимпийских игр 1908 года.
На Играх 1908 года в Лондоне Макдональд участвовал в трёх дисциплинах. В тройном прыжке он занял второе место, в прыжке в высоту разделил 13-ю позицию, а в прыжке в длину его результат неизвестен.